# Jungfrutjärnen (Sunnemo socken, Värmland)
Jungfrutjärnen är en sjö i Hagfors kommun i Värmland och ingår i Göta älvs huvudavrinningsområde.